# Strašický potok
Strašický potok je levostranný přítok Vlašimské Blanice v okrese Benešov ve Středočeském kraji. Délka toku činí 8,9 km. Plocha povodí měří 39,5 km².

## Průběh toku

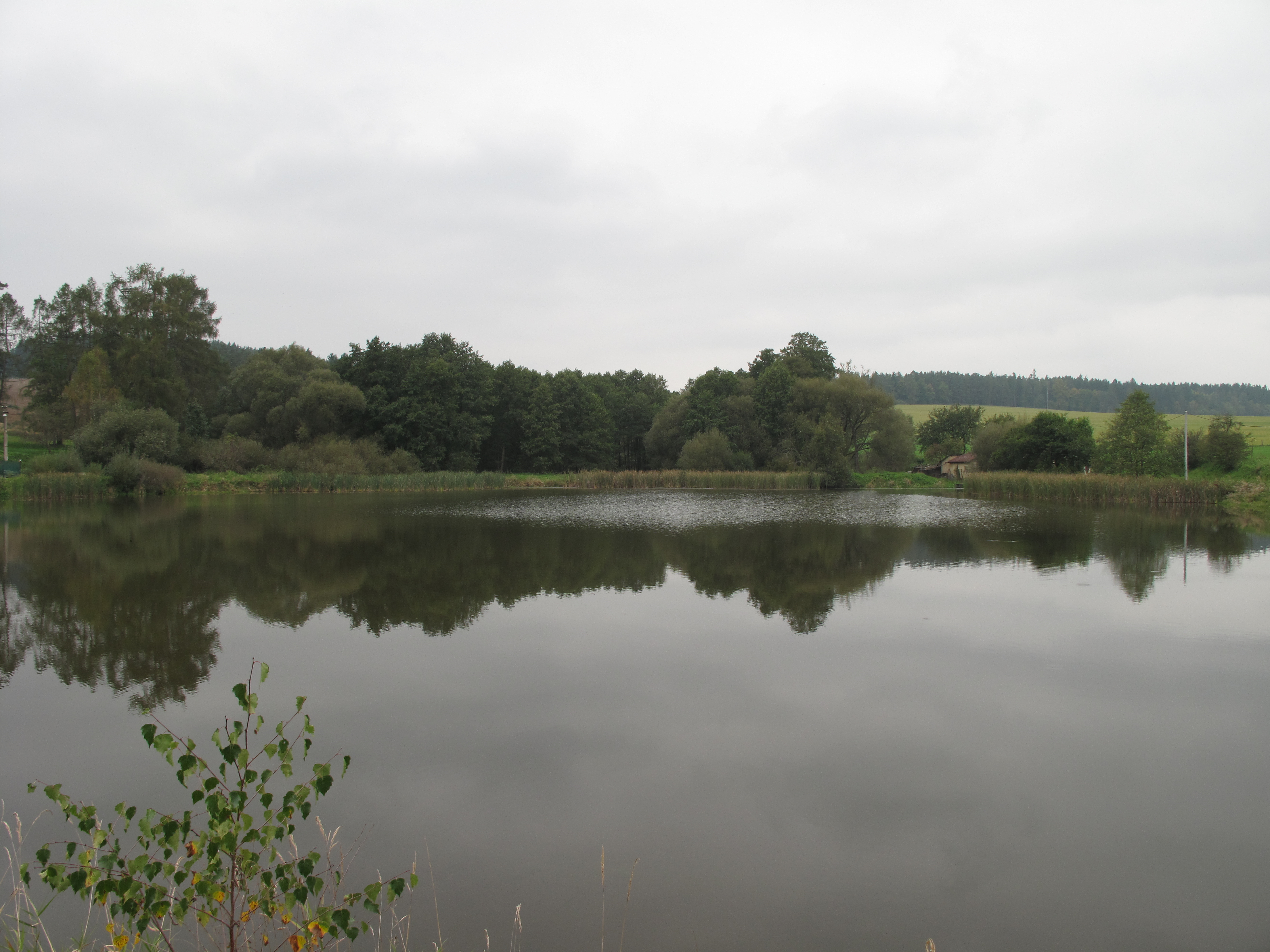
Rybník ve Vestci

Strašický potok pramení v Čestíně v nadmořské výšce okolo 545 m. Po celé své délce teče převážně jihovýchodním směrem. Na horním toku po soutok s Ratměřickým potokem protéká úzkou nivou mezi poli, břehy jsou lemovány stromy a keři, na okolních svazích se nacházejí menší lesní celky. U Hrzína jej zprava posiluje Ratměřický potok odvodňující okolí Ratměřic. Odtud potok pokračuje podél okraje lesa dále jihovýchodním směrem k Vestci, kde napájí Vestecký rybník. Pod Vestcem přijímá zleva Sedlečský potok, vtéká do Libouně, kde je přes něj vedena silnice II/150. Při jižním okraji Libouně zadržuje vody potoka rozlehlý rybník Strašík (9,2 ha), do kterého ústí také Zvěstovský potok, který je pravostranným přítokem Strašického potoka. Zhruba jeden kilometr jihovýchodně od hráze rybníka, jižně od Louňovic pod Blaníkem, se Strašický potok vlévá do řeky Blanice na jejím 36,6 říčním kilometru v nadmořské výšce okolo 380 m.

### Větší přítoky
- Ratměřický potok, zprava, ř. km 6,2[1][pozn 1]
- Sedlečský potok, zleva, ř. km 2,2[4]
- Zvěstovský potok, zprava, ř. km 1,3[4]

### Rybníky
Vodní nádrže v povodí Strašického potoka podle rozlohy:
| název vodní nádrže | vodní tok        | rozloha (ha) | celkový objem (tis. m³) | retenční objem (tis. m³) |  |
| ------------------ | ---------------- | ------------ | ----------------------- | ------------------------ |  |
| Strašík            | Strašický potok  | 9,2          | 185,0                   | 54,5                     |  |
| Mlýnský rybník     | Zvěstovský potok | 2,1          | 28,0                    | 12,0                     |  |
| Návesní rybník     | Zvěstovský potok | 1,4          | 10,0                    | 11,0                     |  |
| Vestecký rybník    | Strašický potok  | 1,4          | –                       | –                        |  |
| Žabárna            | Zvěstovský potok | 0,9          | –                       | –                        |  |

## Vodní režim
Průměrný průtok Strašického potoka u ústí činí 0,17 m³/s.
M-denní průtoky u ústí:
| M [dní]  | Q30  | Q60  | Q90  | Q120 | Q150 | Q180 | Q210 | Q240 | Q270 | Q300 | Q330 | Q355 | Q364 |
| -------- | ---- | ---- | ---- | ---- | ---- | ---- | ---- | ---- | ---- | ---- | ---- | ---- | ---- |
| Q [m³/s] | 0,38 | 0,27 | 0,21 | 0,17 | 0,15 | 0,12 | 0,10 | 0,09 | 0,07 | 0,06 | 0,04 | 0,02 | 0,01 |